# عصابة
عصابة هي عبارة عن مجموعة من الأشخاص الذين يشكلون منظمة إجرام من خلال تنظيم وتشكيل وارتكاب الأعمال الإجرامية تنتشر خاصة في أمريكا والمكسيك وامريكا الجنوبية وإيطاليا وفي الوقت الحالي فإنها تدل عادة على تنظيم إجرامي أو أي انتماء آخر جنائي. تم استخدام الكلمة في وقت مبكر في البداية كانت تشير كلمة عصابة إلى مجموعة من العمال. 
:::::::::عصابة::::::::::  
هي عبارة عن مجموعة من الأشخاص اجتمعوا على هدف أو أهداف واحدة أو قريبة النوايا وهم يشكلون تنظيم مُعلن أو مستتر لارتكاب الأعمال الإجرامية أو الغير شرعية التى تهدد السلم العام كسرقة المال العام أو الاختطاف أو القتل.
وهناك أشكال عديدة من العصابات ،،، كالعصابات المنظمة التى تقود الدول أو العصابات الإجرامية المعروفة الهوية كالمافيا وغيرها.

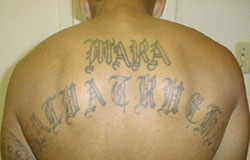
وشم على أحد اعضاء عصابة مارا سالفاتروتشا

## أعمال العصابة
يقال أنه هناك 800 الف أمريكي منظم فعليا إلى عصابة ما وتتركز أعمال العصابات بالعادة كأنشطة تهريب المخدرات وبيعها والاتجار بالأسلحة، وا كسرقة المال العام أو الخطف لسرقة، والاتجار بالبشر والهجرة غير المشروعة، والاعتداء والابتزاز والخطف والقتل والقوادة، والجرائم المالية، الخ

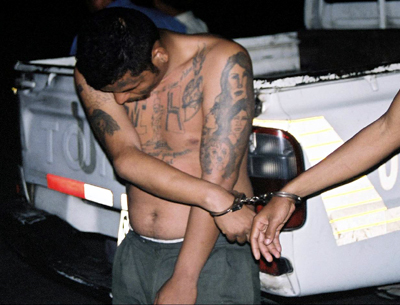
يعتبر الإنضمام إلى أحد العصابات أمر مخلف لقانون في أغلب الدول ويتعرض كل من ينضم إليها إلى الاعتقال

.

## مقالات ذات صلة
- بارون المخدرات